# La Campana Número Dos
La Campana Número Dos är en ort i Mexiko.   Den ligger i kommunen Escuinapa och delstaten Sinaloa, i den centrala delen av landet, 800 km nordväst om huvudstaden Mexico City. La Campana Número Dos ligger 15 meter över havet och antalet invånare är 267.
Terrängen runt La Campana Número Dos är kuperad åt nordost, men åt sydväst är den platt. Runt La Campana Número Dos är det ganska glesbefolkat, med 40 invånare per kvadratkilometer. Närmaste större samhälle är Tecualilla, 9,2 km nordväst om La Campana Número Dos. Omgivningarna runt La Campana Número Dos är en mosaik av jordbruksmark och naturlig växtlighet.